# トニー・ガトリフ
トニー・ガトリフ（Tony Gatlif, 1948年9月10日 - ）は、アルジェリア出身の映画監督・脚本家・俳優・作曲家である。

## 略歴
父親はカビール人（fr）、母親はアンダルシア系ロマ人。ロマの集落でフラメンコなどのロマ音楽を聴きながら育った。それからフランスで演技の勉強をして舞台に立っていたが、映画制作に携わるようになり、1975年に初監督作品『ラ・テット・オン・ルイヌ』を製作。1981年以降は、ロマの人々をテーマに映画制作をしている。
2004年の『愛より強い旅』で第57回カンヌ国際映画祭監督賞を受賞、2006年の『トランシルヴァニア』は第59回カンヌ国際映画祭のクロージング作品に選ばれた。
2009年のモントリオール世界映画祭のワールド・コンペティション部門の最優秀作品賞を『Korkoro』で受賞した。

## 主な監督作品
- ガスパール/君と過ごした季節（とき） (1990)
- ラッチョ・ドローム Latcho Drom (1992)
- モンド Mondo (1995)
- イ・ムヴリーニ I MUVRINI (1996)
- ガッジョ・ディーロ Gadjo Dilo (1997)
- ベンゴ Vengo (2000)
- 僕のスウィング Swing (2002)
- 愛より強い旅 Exils (2004)
- トランシルヴァニア Transylvania (2006)

## サウンドトラック
- ラッチョ・ドローム - Latcho Drom (1992)
- ガッジョ・ディーロ - Gadjo Dilo (1998) - ミツー、ローナ・ハートナー参加
- ベンゴ - Vengo (2000) - トマティート参加
- 僕のスウィング - Swing (2002) - チャボロ・シュミット参加
- 愛より強い旅 - Exils (2004)
- トランシルヴァニア - Transylvania (2006) - パヤ・ベア参加